# Лорицефери
Лорицеферите (Loricifera, от латински: lorica – броня, корсет; fere – нося) са тип микроскопични морски седиментно-живеещи животни. Включва двадесетсет и два, описани вида, в осем рода. Независимо от тези, описани видове, съществуват около 100, които са били събрани, но все още не са описани. Техният размер варира от 100 микрона до около един милиметър. Характеризират се със защитно външно сакче, наречено lorica. Техните местообитания са пространствата между морския чакъл, за който те се захващат. Прикрепят се доста здраво за субстрата и по този начин са останали дълго неоткрити. Типът е бил открит през 1983 г. от Райнхард Кристенсен, в Росков, Франция. Лорицеферите са сред новооткритите групи на същинските многоклетъчни Eumetazoa. Първият образец е събран през 1970 г., но е описан по-късно през 1983 г. Обитава всякакви дълбочини, в различни видове седиментни и във всички географски ширини.

## Морфология
Лорицеферите имат глава, уста и храносмилателна система, както и lorica. Подобната на броня lorica се състои от защитна външна обвивка. Нямат кръвоносна или ендокринна система. Много от ларвите са ацеломни, а някои възрастни са псевдоцеломни или остават ацеломни. Развитието като цяло е пряко, въпреки че има така наречените Хигинс-ларви, които се различават от възрастните в някои отношения. Лорицеферите са разделнополови животни. При някои съществува много сложен и пластичен жизнен цикъл, който включва също етап с различни форми на партеногенетично възпроизвеждане. Не са установени фосилни форми.

## Класификация
Тип Лорицефери
- Клас Nanaloricea Anderson, 1992
  - Разред Nanaloricida Kristensen, 1983
    - Семейство Nanaloricidae Kristensen, 1983
      - Род Armorloricus Kristensen & Gad, 2004
        - Armorloricus davidi Kristensen & Gad, 2004
        - Armorloricus elegans Kristensen & Gad, 2004
        - Armorloricus kristenseni Heiner, 2004

      - Род Australoricus Heiner, Boesgaard & Kristensen, 2009
        - Australoricus oculatus Heiner, Boesgaard & Kristensen, 2009

      - Род Nanaloricus Kristensen, 1983
        - Nanaloricus khaitatus Todaro & Kristensen, 1998
        - Nanaloricus mysticus Kristensen, 1983

      - Род Phoeniciloricus Gad, 2003
        - Phoeniciloricus simplidigitatus Gad, 2004

      - Род Spinoloricus Heiner & Neuhaus, 2007
        - Spinoloricus turbatio Heiner & Neuhaus, 2007

      - Род Culexiregiloricus Gad, 2009
        - Culexiregiloricus trichiscalida Gad, 2009

    - Семейство Pliciloricidae Higgins & Kristensen, 1986
      - Род Pliciloricus Higgins & Kristensen, 1986
        - Pliciloricus cavernicola Heiner, Boesgaard & Kristensen, 2009
        - Pliciloricus corvus Gad, 2005
        - Pliciloricus dubius Higgins & Kristensen, 1986
        - Pliciloricus enigmaticus Higgins & Kristensen, 1986
        - Pliciloricus gracilis Higgins & Kristensen, 1986
        - Pliciloricus hadalis Kristensen & Shirayama 1988
        - Pliciloricus leocaudatus Heiner & Kristensen, 2005
        - Pliciloricus orphanus Higgins & Kristensen, 1986
        - Pliciloricus pedicularis Gad 2005
        - Pliciloricus profundus Higgins & Kristensen, 1986
        - Pliciloricus senicirrus Gad, 2005
        - Pliciloricus shukeri Heiner & Kristensen, 2005

      - Род Rugiloricus Higgins & Kristensen, 1986
        - Rugiloricus carolinensis Higgins & Kristensen, 1986
        - Rugiloricus cauliculus Higgins & Kristensen, 1986
        - Rugiloricus ornatus Higgins & Kristensen, 1986
        - Rugiloricus polaris Gad and Arbizu, 2005

      - Род Titaniloricus Gad, 2005
        - Titaniloricus inexpectatovus Gad, 2005

    - Семейство Urnaloricidae Heiner & Kristensen, 2009
      - Род Urnaloricus Heiner & Kristensen, 2009
        - Urnaloricus gadi Heiner & Kristensen, 2009